# Coelichneumon sassacoides
Coelichneumon sassacoides là một loài tò vò trong họ Ichneumonidae.